# Orlando Held
Jason Orlando Held, född 3 mars 1994 i Genua, är en italiensk fotbollsspelare som för närvarande spelar för italienska Pontedecimo.